# Stafford, Oregon
Stafford är en ort (hamlet) och en så kallad census-designated place i Clackamas County i Oregon. Vid 2010 års folkräkning hade Stafford 1 577 invånare.